# Right Place, Wrong Person
Right Place, Wrong Person é o segundo álbum de estúdio do rapper sul-coreano RM, lançado em 24 de maio de 2024, através da Big Hit Music. Foi seu primeiro lançamento pós-alistamento no serviço militar obrigatório. Composto por onze faixas com "letras francas e honestas" que "capturam algumas das emoções universais que todos experimentam em algum momento da vida, como a sensação de ser um estranho que não se encaixa", o álbum contém colaborações com Little Simz, Domi & JD Beck e Moses Sumney e foi precedido pelo single "Come Back to Me", que alcançou a 24ª posição da Billboard Global 200. "Lost!" foi lançada como segundo single em conjunto com o álbum.
O álbum estreou no segundo lugar da parada de álbuns sul-coreana, com mais de 585.000 cópias vendidas, bem como na segunda posição da Oricon Albums Chart, com 23.000 unidades. Nos Estados Unidos, o álbum estreou no topo da tabela Top Rap Albums e na quinta posição da Billboard 200, com 54.000 cópias vendidas na primeira semana, tornando-se a maior estreia de RM no país e configurando-o como primeiro solista coreano na história a ter múltiplos álbuns que atingiram o top cinco da tabela de álbuns estadunidense.

## Antecedentes
Em dezembro de 2022, RM lançou seu primeiro álbum de estúdio, Indigo, que obteve sucesso comercial e, à época, conquistou o recorde de álbum de um solista coreano com a maior estreia do Spotify, bem como configurou o rapper como o primeiro solista coreano na história a alcançar o top cinco na tabela de álbuns dos Estados Unidos, após atingir a terceira posição da Billboard 200.
Em março de 2023, RM viajou à Espanha como parte da divulgação de Indigo e também para buscar inspiração para seu próximo projeto musical, refletindo em uma entrevista entrevista ao El País sobre "a busca por sua própria identidade, depois de ter seguido os ditames das tendências do K-pop nos últimos 10 anos como parte do BTS". Entre março e maio de 2023, RM participou das canções "Smoke Sprite", de Soyoon, e "Don't Ever Say Love Me", de Colde, além de ter se tornado a primeira celebridade embaixadora oficial da marca Bottega Veneta.  Em agosto, o rapper fez uma aparição especial no último show da turnê Suga August D Tour, do seu colega de grupo Suga, onde eles cantaram juntos a parceria "Strange" e, posteriormente, RM apresentou a canção inédita "Come Back to Me" (que, à época, não teve seu título divulgado).
Em 22 de novembro de 2023, foi divulgado que RM e seu colegas de grupo Jimin, V e Jungkook haviam iniciado o processo de alistamento do seu serviço militar obrigatório. No mesmo dia, RM divulgou em sua conta oficial do Instagram uma conta, sob o usuário @rpwprpwprpwp, que passou a postar nas semanas seguintes múltiplas fotos de RM trabalhando em um estúdio de gravação, assim como registros do rapper nos bastidores da sua sessão de fotos para a revista 032c, além de gravações até então não reveladas. Iniciado o serviço militar de RM no mês seguinte, a conta permaneceu publicando fotos habitualmente, fazendo com que os fãs teorizassem que tratava-se de uma conta secundária do rapper com o intuito de divulgar seu próximo lançamento musical.
Em fevereiro de 2024, a conta @rpwprpwprpwp arquivou todas as suas publicações e, em 20 de abril de 2024, voltou a compartilhar diariamente fotos do rapper trabalhando projeto misterioso, o que fez com os fãs sugerissem que um anúncio oficial estaria próximo. Eventualmente, a Big Hit Music anunciou oficialmente o segundo álbum de estúdio de RM em 25 de abril de 2024, divulgando seu título e a data de lançamento.

## Lançamento e promoção
Após o anúncio oficial em 25 de abril de 2024, Right Place, Wrong Person foi disponibilizado para pré-venda, com a versão física possuindo três variantes, identificadas como A, B e C, cada uma incluindo um conjunto distinto de photocards e postcards, um livro de fotos, dentre outros itens. Além da versão digital, uma versão exclusiva da Weverse foi anunciada. Dois dias após o anúncio, a Big Hit divulgou a agenda de promoção do álbum, revelando que cinco das onze faixas receberão videoclipes. Também foi comunicado que o álbum seria precedido pela faixa "Come Back to Me", lançada como single de pré-lançamento, junto de seu respectivo videoclipe, em 5 de maio de 2024. A lista de faixas foi divulgada em 16 de maio, através de um quebra-cabeças disponibilizado no site oficial do BTS. Em 20 de maio, foi anunciado que "Lost!" seria o primeiro single oficial do álbum, com seu videoclipe sendo lançado uma hora após o lançamento do álbum.

## Recepção da crítica
Rhian Daly da NME chamou o álbum de "nada menos que elétrico", com "camadas discordantes refletindo visceralmente as emoções do álbum de se sentir deslocado e sua eventual mensagem" que "recompensa a repetição e a audição atenta, cada faixa cheia de pequenos detalhes que elevar cada rodada". Maura Johnston, da Rolling Stone, descreveu-o como "com um toque psicodélico e comovente, o intenso autointerrogatório de suas letras equilibrado por uma música que parece um convite para novas explorações".

## Lista de faixas
| N.º            | Título                                         | Compositor(es)                                                           | Produtor(es)                                                        | Duração |  |
| 1.             | "Right People, Wrong Place"                    | RM JNKYRD Kwak Jin Eon Mokyo San Yawn John Eun                           | RM JNKYRD Kwak Jin Eon Mokyo San Yawn John Eun                      | 1:57    |  |
| 2.             | "Nuts"                                         | RM bj wnjn JNKYRD Mokyo San Yawn Nancy Boy Lee Tae Hoon                  | RM bj wnjn JNKYRD Mokyo San Yawn Nancy Boy Lee Tae Hoon             | 3:14    |  |
| 3.             | "Out of Love"                                  | RM Icecream drum JNKYRD No Identity San Yawn Zior Park Supreme Boi       | RM Icecream drum JNKYRD No Identity San Yawn Zior Park Supreme Boi  | 2:07    |  |
| 4.             | "Domodachi" (com Little Simz)                  | RM bj wnjn JNKYRD Mokyo Nancy Boy San Yawn Simbi Ajikawo                 | RM bj wnjn JNKYRD Mokyo Nancy Boy San Yawn Little Simz              | 3:04    |  |
| 5.             | "?" (Interlude) (com DOMi & JD Beck)           | RM bj wnjn DOMi & JD Beck glowingdog JNKYRD Mokyo San Yawn               | DOMi & JD Beck                                                      | 1:53    |  |
| 6.             | "Groin"                                        | RM JNKYRD Kim Hanjoo Mokyo San Yawn                                      | RM JNKYRD Kim Hanjoo Mokyo San Yawn                                 | 3:10    |  |
| 7.             | "Heaven"                                       | RM JNKYRD Rad Museum San Yawn Sojeso                                     | RM JNKYRD Rad Museum San Yawn Sojeso                                | 3:14    |  |
| 8.             | "Lost!"                                        | RM Kim Hanjoo Nancy Boy Jclef Marldn Unsinkable Qim Isle San Yawn JNKYRD | RM Jclef Kim Hanjoo Marldn Nancy Boy San Yawn JNKYRD                | 3:53    |  |
| 9.             | "Around the World in a Day" (com Moses Sumney) | RM john eun San Yawn No Identity Moses Sumney JNKYRD Jclef gimjonny      | RM john eun San Yawn No Identity Moses Sumney JNKYRD Jclef gimjonny | 4:17    |  |
| 10.            | "ㅠㅠ" (Credit Roll)                           | RM JNKYRD Kim Hanjoo San Yawn                                            | RM JNKYRD Kim Hanjoo San Yawn                                       | 1:14    |  |
| 11.            | "Come Back to Me"                              | RM San Yawn OHHYUK JNKYRD Kuo Kuo                                        | OHHYUK                                                              | 6:28    |  |
| Duração total: | Duração total:                                 | Duração total:                                                           | Duração total:                                                      | 34:31   |  |

## Tabelas musicais

### Tabelas semanais
| Tabelas musicais (2024)                     | Melhor posição |
| ------------------------------------------- | -------------- |
| Alemanha (Offizielle Top 100)               | 9              |
| Austrália (ARIA)                            | 50             |
| Bélgica (Ultratop Flanders)                 | 40             |
| Bélgica (Ultratop Wallonia)                 | 7              |
| Coreia do Sul (Circle)                      | 2              |
| Escócia (OCC)                               | 11             |
| Estados Unidos (Billboard 200)              | 5              |
| Estados Unidos - Top Rap Albums (Billboard) | 1              |
| Irlanda (IRMA)                              | 63             |
| Itália (FIMI)                               | 49             |
| Japão (Oricon)                              | 2              |
| Japão - Digital Albums (Oricon)             | 2              |
| Japão - Hot Albums (Billboard Japan)        | 2              |
| Lituânia (AGATA)                            | 15             |
| Nova Zelândia (RMNZ)                        | 20             |
| Países Baixos (Album Top 100)               | 93             |
| Reino Unido (OCC)                           | 37             |
| Suíça (Schweizer Hitparade)                 | 7              |